# Тъпоклюна кайра
Тъпоклюната кайра (Fratercula arctica) е птица от семейство Кайрови (Alcidae). Има характерна яркооцветена човка, особено през размножителния период. Има самоуверена и същевременно комична походка, което ѝ придава комичен вид.

## Физически характеристики
Крилата на тъпоклюната кайра служат за летене, но са приспособени и като плавници. Ципестите крака се използват при по-бавното придвижване във водата. Над окото има рогово триъгълниче със синкав оттенък, отдолу с черно ръбче. Човката е сплесната странично.
- Дължина на крилата: 30 – 36 cm;
- Замах на крилата: 46 cm;
- Маса: около 300 грама;
- Продължителност на живота: около 15 години;

## Разпространение
На определени места в Норвегия, Исландия и Британските острови. Една колония е съществувала и във Франция Сет ил (Седемте острова) край бретонския бряг. Тя е била засегната от пагубното действие на петрола, изтекъл от минавалите наблизо петролоносачи.

## Начин на живот и хранене
Кайрите се хранят с риба, предимно от пасажи от дребни риби, ракообразни и мекотели.

## Размножаване
За да се размножат, кайрите се събират на колонии от по 100 000 индивида. Те снасят по едно яйце, което представлява 1/10 от масата на майката. През по-голямата част от времето над него седи женската, сменяна от време на време от мъжкия. След излюпването родителите хранят малкото обилно в продължение на 6 седмици. След като го отгледат, родителите кайри го оставят само да се справя със съдбата си. То често става жертва на кърлежи или на един вид кокошини, които живеят по него.

## Галерия
- Възрастните птици имат ярко оцветени клюнове през размножителния период
- Означените с букви части на клюна и главата опадват след края на размножителния период
- Плаваща в морето птица, Норвегия
- Излитане с подскоци, Норвегия
- В полет, Шотландия
- Възрастни птици на брега, Ирландия
- Почивка в колонията
- Предбрачни демонстрации
- Двойка пред входа на подземната гнездова камера, Уелс
- Типичен хабитат, Исландия
- Препарирано яйце, Германия
- Възрастна птица с уловени пясъчници за храна на малките
- Почти напълно оперено малко близо до гнездото
- Млада птица, напуснала гнездото
- Доближаването на хора до гнездящите птици застрашава колонията